# Franz Weiss

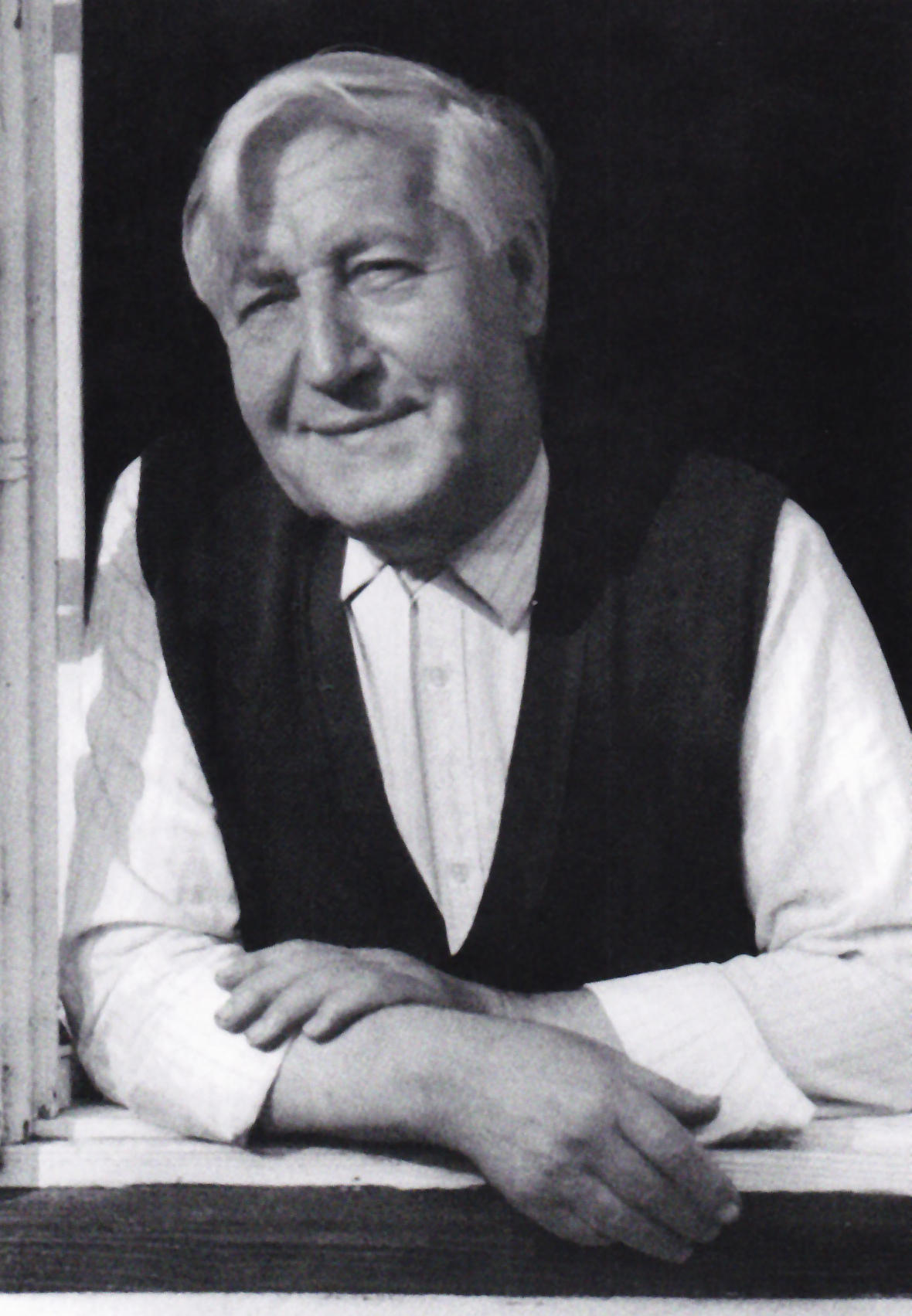
Franz Weiss

Franz Weiss (* 18. Jänner 1921 in Södingberg; † 4. Juni 2014) war ein österreichischer akademischer Maler und Bildhauer. Er gab in Aquarellen, Hinterglasmalerei, Holzschnitten, Freskomalerei, Tuchmalerei, Emailarbeiten, Kupfertreibarbeiten, Mosaiken, Farbglasfenstern und Plastiken seinem christlichen Glauben Ausdruck.

## Leben
Franz Weiss wurde als fünftes von sieben Kindern des Kleinbauern und Tischlergehilfen Vinzenz Weiss (* 12. Jänner 1885 in Pöllitschberg; † 3. April 1965 in Bärnbach) und seiner Ehefrau Anna (geborene Stampler; * 6. Mai 1888 in Södingberg; * 27. April 1961 in Bärnbach) geboren und am 20. Jänner auf den Namen Franz getauft. Zum Zeitpunkt der Geburt war sein Vater Tischlergehilfe und lebte mit seiner Frau, die er am 26. Jänner 1919 geheiratet hatte, und den Kindern auf der Adresse Södingberg 43. Am 17. April 1932 wurde Franz Weiss in Voitsberg gefirmt.
Seine Ausbildung erhielt er von 1938 bis 1940 in der Bildhauerabteilung der Kunstgewerbeschule Graz. Den Militärdienst absolvierte er bei den Gebirgsjägern von 1940 bis 1945. Ab 1945 war er in der Bildhauerabteilung der Kunstgewerbeschule Graz mit Abschluss 1946. In der Meisterklasse für Malerei bei Rudolf Szyszkowitz war er von 1946 bis 1948 und an der Akademie der bildenden Künste Wien von 1948 bis 1951, ebenso von 1960 bis 1962 bei Herbert Boeckl und Albert Paris Gütersloh mit dem Abschluss als akademischer Maler.
Zu seinen Förderern zählte unter anderen Hanns Koren.
Neben seiner künstlerischen Tätigkeit leitete Franz Weiss von 1975 bis 2000 als Gastreferent Kurse für Hinterglasmalerei, Holzschnitt und Aquarellmalerei an der katholischen Akademie Augsburg und von 1977 bis 2007 an der Cusanus-Akademie in Brixen.
Die letzten Lebensjahre verbrachte der Künstler in der Seniorenresidenz in Stallhofen.

## Werk
Weiss’ umfangreiches Werk ist Ausdruck seiner künstlerischen Gestaltungfähigkeit und seines Glaubens. Er stellte Natur, Heimat und tägliches Leben im christlichen Kontext dar. Bildnerische Phantasie und Glaube verbanden sich darin zu einer Einheit. Er hielt durchgängig an der Gegenständlichkeit seiner Darstellungsweise fest und verwendete in den fünfzig Jahren seines Schaffens praktisch alle Techniken. Aus kunstwissenschaftlicher Sicht wird sein Stil als „Reduktionsrealismus“ bezeichnet. Seine Arbeiten gehören zur Volkskunst.

## Denken
Weiss’ Motive für sein Bedürfnis etwas darzustellen, waren nicht ausschließlich religiöser Art. Sie kamen auch aus dem Unbehagen über die Lage des Menschen in der Gegenwart. „Wir müssen wieder schauen lernen, wie es nur Kinder und ganz weise Leute können“, äußerte er in einem seiner Kurse. Menschen brauchen statt Erfolg zweckfreies Tun, kindliche Unbekümmertheit und Gelöstheit, um eine größere Sicherheit im Umgang mit der Welt zu entwickeln. In seinen Kursen bestätigte er das Tun jedes Teilnehmers. Er regte jeden an, aus Freude am Gestalten weiterzumachen.

## Auszeichnungen
- 1979 Berufstitel Professor
- 1996 Ehrenring des Landes Steiermark
- 2001 Ehrenring der Stadt Bärnbach
- 2005 Österreichisches Ehrenkreuz für Wissenschaft und Kunst
- 2010 Großes Goldenes Ehrenzeichen des Landes Steiermark mit dem Stern[8]

## Würdigung
- In Tregist haben die Stadtgemeinden Voitsberg und Bärnbach in der ehemaligen Volksschule ein Museum ihm zu Ehren eingerichtet.[9]

## Werke im öffentlichen Raum

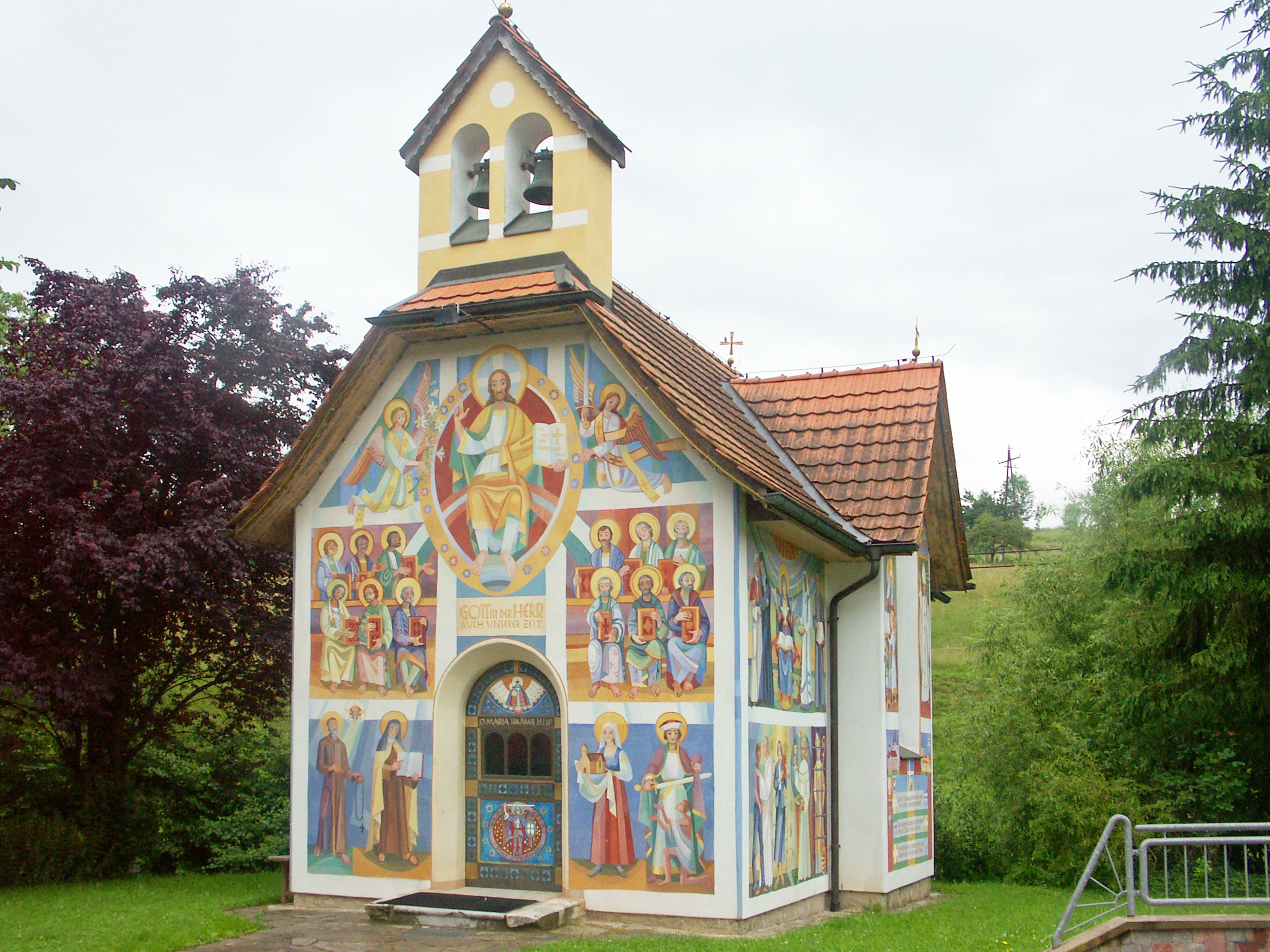
Dorfkapelle in Tregist, gestaltet von Franz Weiss

- 1973: Freskomalerei in der nördlichen Giebelfront der Pfarrkirche Wettmannstätten
- 1976: Fassadenmalerei an der nordseitigen Außenwand des Pfarrhofs Fernitz
- Kirchenportal Eibiswald
- Portal der Frauenkirche Bad Radkersburg
- Weihnachtskrippe, Kriegerdenkmal und Glasfenster in Bärnbach
- Oberjäger-Kapelle Bärnbach
- Dorfkapelle „Maria Knotenlöserin“, Gesamtkunstwerk in Bärnbach-Tregist (s. Abb.)[10][11]
- Kapelle, Kriegsopfergedächtnisstätte am Hochwechsel
- Kirche in Ratsch an der Weinstraße
- Hauskapelle des LKH Enzenbach
- Historische Zyklen in Eibiswald, Semriach und Wies
- Messkapelle in Frannach
- Zornkapelle in Eggersdorf

## Ausstellungen

### Einzelausstellungen (Auswahl)
1958 Graz, Buchhandlung Regner; 1967 Graz, Steiermärkische Bank, Rathaus (Katalog); 1969 Köflach, Galerie Dr. Eder; 1981 Augsburg, Katholische Akademie (Katalog); 1991 Schlierbach, Margret-Bilger-Galerie, Stift Schlierbach; 1991 Bärnbach, Glas-Center (Buchpräsentation); 1996 Graz, Schloss St. Martin (Überreichung des Ehrenringes des Landes Steiermark); 1996 Marburg, Slowenien, Galerija ARS SACRA; 1997 Stainz, Landesmuseum Joanneum, Schloß Stainz; 1999 Brixen, Südtirol, Cusanus Akademie; 1999 Salzburg, Erzabtei St. Peter, Romanischer Saal (Katalog); 2000 Gamlitz, Schloß (Sonderstempel); 2001 Altomünster, Bayern, Museum; 2008 Groß St. Florian, Steirisches Feuerwehrmuseum; 2015 Graz, Steiermarkhof, Hofgalerie.

### Ausstellungsbeteiligungen (Auswahl)
1996 Mariazell, Landesausstellung; 1999 New York, Broadway, Montserrat Gallery (Katalog); 2000 Valyermo, California, Saint Andrew‘s Abby; 2001, Verona, Spazio Espositivo Societa‘ Belle Arti Verona (Katalog).

## Filme über Franz Weiss
- Gerhard Hierzer, Danielle Proskar: Franz Weiss – Ein Portrait (2006)